# 阿尔库季翁岛
阿尔库季翁岛（希臘語：Αρκούδι，意为“熊”）是希腊伊奧尼亞群島的一个无人岛，位于伊奥尼亚海。南距萊夫卡斯島5公里，东北距伊薩基島6公里，西南距迈加尼西翁岛7公里。面积为4.275平方公里，最高海拔为136米。行政上该岛隶属于伊奧尼亞群島大區伊萨基专区的伊薩基市镇。
德国考古学家威廉·德普费尔德认为萊夫卡斯島即是《奥德赛》中的伊薩基島，而阿尔库季翁岛即是史诗中的岛。